# 内格达市镇
内格达市镇（俄语：Муниципальное образование «Ныгда»）是俄罗斯联邦伊尔库茨克州阿拉尔区所属的一个市镇。其下辖有3个居民点，行政中心为内格达。据2016年统计，该市镇的人口为765人。